# 曾應棨
曾應棨（1572年—？），字君信，號若槐，福建漳州府海澄县六都人，明朝政治人物。萬曆辛丑進士，官至貴州按察使。

## 生平
曾應棨早年出身縣學生，以《易經》中萬曆二十八年（1600年）福建鄉試舉人第二十九名，次年（1601年）會試中式第二百七十五名，成二甲第六名進士，户部觀政，授户部主事，三十二年管臨清鈔關，三十四年升户部员外郎，三十六年升郎中，本年升桂林府知府，三十九年升廣東按察司副使，四十年丁憂。四十四年補四川副使，四十六年考察被糾劾。天启五年四月调補廣東南韶道，改惠潮兵备道副使，六年十二月升湖廣右参政，崇祯二年（1629年）升贵州按察使，四年考察去職。

## 事跡
曾應棨为人和厚质实，所在无赫赫名，去后常见思。六、八都土腴苦咸，应棨父曾唯为諸生時，即决策上当道，修南陂之圮，開陡门于上曾，田均受溉，而制尤未备。及应棨登第归，力成父志，增陡门而三之，益通西北二溪水，又虑有旁泄者。時友人程应龙亦登第归，相与协力，筑内溪陂，以御咸潮，自是苦鹹者岁稔矣，民立祠寿春宫前，祀曾氏父子，更立碑亭頌曰：「開三閘水利，灌三千顷田，惠洽三都；增萬家產業，活萬人軀命，功垂萬世」。方为惠州兵备時，有政绩，祀名宦，本邑祀鄉賢。

## 家族
曾祖曾良端，祖父曾聳潔。父曾唯，儒官，母黃氏。